# Yojiro Takahagi
Yojiro Takahagi (髙萩 洋次郎 Takahagi Yōjirō?), född 2 augusti 1986, är en japansk fotbollsspelare som spelar för FC Tokyo.
Takahagi debuterade för Japans landslag den 21 juli 2013 i en 3–3-match mot Kina.